# 匡衡墓
匡衡墓，位于山东省枣庄市峄城区王庄乡贾庄村，是中华人民共和国山东省文物保护单位之一。
匡衡墓封土堆高大约有4米，直径35米，墓区遍植林木。
1992年6月12日，授予山东省文物保护单位，是一座古墓葬。